# Postępowanie wywoławcze
Postępowanie wywoławcze (niem. Aufgebotsverfahren) - przewidziane w niemieckim procesie cywilnym postępowanie, w którym sąd dokonuje publicznego wezwania (wywołania) do zgłaszania praw i roszczeń w zakreślonym terminie pod rygorem ich utraty.
Postępowanie ma na celu stablizację obrotu prawnego poprzez doprowadzenie do wygaśnięcia praw lub roszczeń, które:
- nie mogą być efektywnie wykonywane z uwagi na utratę przez uprawnionego służących temu środków, np. utrata weksla przez dotychczasowego prawnego posiadacza,
- nie są efektywnie wykonywane z uwagi na to, że uprawniony nie jest znany z miejsca pobytu lub nazwiska - np. wpisany przed laty w księdze gruntowej właściciel nieruchomości, uprawniony z tytułu listu gruntowego.

Mówiąc kolokwialnie przedmiotem postępowania wywoławczego mogą być prawa i roszczenia, które istnieją tylko "na papierze". Taka rozbieżność pomiędzy stanem faktycznym i prawnym jest wysoce niepożądana, albowiem utrudnia bieżący obrót gospodarczy. 
Postępowanie wywoławcze nie ma jednolitego odpowiednika w polskiej procedurze cywilnej. Jego poszczególne elementy są rozsiane w poszczególnych rodzajach trybu nieprocesowego, takich jak postępowanie w sprawach o stwierdzenie zasiedzenia, czy o umorzenie zaginionego papieru wartościowego.
Regulacja postępowania wywoławczego zawarta jest w §§ 946 - 1024 ZPO.

## Przebieg postępowania
Postępowanie wywoławcze należy do właściwości sądów rejonowych (Amtsgericht). Po wpłynięciu pisemnego wniosku sąd zarządza dokonanie publicznego obwieszczenia wywołania na tablicy ogłoszeń w budynku sądu oraz w dzienniku urzędowym. Sąd może zarządzić również zamieszczenie wywołania w poczytnym dzienniku prasowym.
Ogłoszenie winno zawierać określenie wnioskodawcy, praw i roszczeń, które podlegają wywołaniu oraz skutków niezgłoszczenia ich w zakreślonym terminie, który nie może być krótszy niż 6 tygodni. Po jego upływie sąd przeprowadza postępowanie kończące się wyrokiem o umorzeniu przedmiotu wywołania (Auschlussurteil). Na mocy orzeczenia prawa, roszczenia lub dokumenty objęte wywołaniem tracą moc, wygasają lub ulegają odpowiedniemu ograniczeniu.
Wyrok zapadły w postępowaniu wywoławczym nie podlega zaskarżeniu w toku instancji. Służy natomiast od niego skarga restytucyjna (Anfechtungsklage) wnoszona na zasadach zbliżonych do wznowienia postępowania.

## Podstawy wywołania
O potrzebie przeprowadzenia postępowania wywoławczego decydują przepisy prawa materialnego. Wywołanie może przykładowo nastąpić w celu umorzenia dokumentów (np. weksla, czeku, akcji), wygaszenia wzmianki o roszczeniu w księdze gruntowej, doprowadzenia do zasiedzenia kontrtabulowanego.
 Zapoznaj się z zastrzeżeniami dotyczącymi pojęć prawnych w Wikipedii.